# Вишнёвое (Подольский район)
Вишнёвое — село Куяльницкой сельской общины в Подольском районе Одесской области Украины.

## География
На территории села расположен 1 ставок.
Территория села по своему географическому местонахождению характеризуется умеренно континентальным климатом. Тепловой режим способствует для выращивания озимой пшеницы, сахарной свеклы, кукурузы, подсолнечник. Максимум осадков приходится на вегетационный период. У села есть запасы глины и строительного песка. Преобладают чернозем ы.

## История
В 1946 г. Указом ПВС УССР село Шляхетна переименовано в Вишневое.

## Административное устройство, население
Вишневое находится на расстоянии 18 км от Подольского района центра и на расстоянии 190 км от областного центра шоссейными путями. Занимает площадь 0,58 км². По состоянию на 1 января 2001 года население Вишнёвого составляет 232 человек. Плотность населения 400 человек / км.
Вишневое подчиняется Куяльницкому сельском совету. Сельский совет представляет интересы населения и от его имени и в его интересах осуществляет соответствующие функции которые определены Конституцией Украины и соответствующими законами. Сельский совет выступает представителем интересов населения села.
На территории села работает общеобразовательная школа I—III ступеней библиотека, фельдшерский-акушерский пункт, дом культуры и магазин, а также до недавнего времени на территории села базировалась комплексная тракторная бригада агрофирмы Эдем.

## Достопримечательности
К достопримечательностей села можно отнести барский дом построен в XIX столетии в стиле классицизма, памятник односельчанам воинам-освободителям, павшим во время Великой Отечественной войны 1941—1945 годах -расположен в сельском парке. Памятник погибшим летчикам -расположены возле школы.

## Известные жители

### Родились
- Печеров Андрей Васильевич — председатель исполкома Одесского областного совета.